# Florian Floto
Florian Floto (Braunschweig, 12 april 1988) is een Duits voormalig boogschutter.

## Carrière
Floto nam internationaal deel sinds 2005 en nam een pauze tussen 2012 en 2015. Floto nam in 2016 deel aan de Olympische Spelen, hij won de eerste ronde van Samuli Piippo, de tweede ronde van Khairul Anuar Mohamad maar verloor in de derde ronde van Ku Bon-chan die later Olympisch kampioen werd. Hij stopte na de Olympische Spelen met internationale competitie.

## Erelijst

### Olympische Spelen
- 2016: 3e ronde (verloren van Ku Bon-chan met 4-6)

### Wereldkampioenschap
Individueel
- 2007: 2e ronde (verloren van Vic Wunderle met 109-111)
- 2009: 3e ronde (verloren van Lee Chang-hwan met 109-113)
- 2011: 3e ronde (verloren van Brady Ellison met 2-6)
- 2016: 1e ronde (verloren van Thomas Antoine met 3-7) (indoor)

Team
- 2016:  Ankara (indoor, team)

### Europees kampioenschap
- 2010:  Rovereto (outdoor, team)

### World Cup
- 2007:  Dover (team)
- 2015:  Wrocław (team)